# Renick (Missouri)
Renick, initialement baptisé Randolph, est un village situé au sud de la partie centrale du comté de Randolph, dans le Missouri, aux États-Unis,. Il est fondé en 1856, sous son nom actuel, et incorporé en 1866.

## Démographie
Lors du recensement de 2010, le village comptait une population de 172 habitants. Elle est estimée, en 2016, à 170 habitants.

### Source de la traduction
- (en) Cet article est partiellement ou en totalité issu de l’article de Wikipédia en anglais intitulé « Renick, Missouri » (voir la liste des auteurs).